# نل والدن
نلی آنا شارلوتا والدن (زادهٔ ۲۹ دسامبر ۱۸۸۷) یک نقاش، مجموعه‌دار آثار هنری و نویسنده سوئدی بود. او در ۲۱ اکتبر ۱۹۷۵ درگذشت. او یکی از چهره‌های کلیدی در فعالیت‌های مجله آوانگارد مستقر در برلین بود. والدن از پیشگامان هنر انتزاعی بود و با نویسنده آلمانی هروارث والدن ازدواج کرده بود.

## زندگی و حرفه

### تحصیل و ازدواج
نلی آنا شارلوتا روسلوند دختر کشیش فریتیوف روسلوند بود. او در سال ۱۹۰۳ به همراه خانواده‌اش به لاندسکرونا نقل مکان کرد. پس از فارغ‌التحصیلی از دبیرستانی در ترلبورگ و اقامت در لوبک، او در رشته موسیقی ادامه تحصیل داد و تحصیلات خود را در لوند در سال ۱۹۰۸ با مدرک نوازندگی ارگ به پایان رساند. سپس به برلین رفت تا مهارت‌های زبان آلمانی خود را کامل کند. در سال ۱۹۱۱ با هروارث والدن آشنا شد و در نوامبر ۱۹۱۲ در لندن با او ازدواج کرد. والدن در همان سال از همسر اول خود، الس لاسکر-شولر، طلاق گرفته بود. نام واقعی او گئورگ لوین بود و نام مستعار خود را «هروارت والدن» گذاشته بود. او نام مستعار خود را از رمان والدن هنری ثورو الهام گرفته بود. در سال ۱۹۱۰ مجله هنری «طوفانِ هنر» را تأسیس کرد و در سال ۱۹۱۲ گالری «طوفان» را به صورت یک نمایشگاه سیار توسط گروه هنری سوارکاران آبی افتتاح کرد.

### پروژه‌ها و آغاز فعالیت هنری
در سال ۱۹۱۳، این زوج به اروپا سفر کردند تا مجموعه آثار هنری خود را برای اولین نمایشگاه پاییزی در آلمانی به نمایش بگذارند. نمایشگاه پاییزی آنها در ۲۰ ژانویه افتتاح شد و در سپتامبر ۱۹۱۳ نیز شعبه‌ای دیگر از آن در برلین افتتاح شد. در آن زمان آنها با برگزاری آن نمایشگاه‌ها الهام بخش نقاشان و مجسمه‌سازان بسیاری بودند و کمک بزرگی در این زمینه به هنرمندان کردند و موفقیت‌های بسیاری به دست آوردند اما برگزاری این نمایشگاه‌ها رسوایی فرهنگی‌ای را نیز برای این زوج به همراه داشت. در این نمایشگاه‌ها بیش از ۳۵۰ اثر از حدود ۸۰ هنرمند فعال و همچنین آثار یادبودی از هانری روسو به نمایش گذاشته شد. نقاشان پل کلی و واسیلی کاندینسکی نل والدن را تشویق به نقاشی کردند. پس از شروع جنگ در سال ۱۹۱۴، او به عنوان روزنامه‌نگار و مترجم مشغول به کار شد. مهارت‌های زبان اسکاندیناویایی آن‌ها مبنایی برای بخش خبرگزاری شرکت «طوفان» بود که برای سرویس‌های اطلاعاتی آلمان در کشورهای شمال اروپا و هلند کارایی داشت و اساس مالی شرکت «طوفان» را در طول جنگ تشکیل می‌داد. هروارث والدن به دلیل مشکلات چشمی (آستیگماتیسم) مجبور به انجام خدمت سربازی نشد. او شروع به جمع‌آوری آثار هنرمندان در مجموعه "طوفان" شد. هنر عامیانه سوئد و هنر آفریقا و اقیانوسیه از اهداف او برای جمع‌آوری آثار هنری بودند. در سال ۱۹۱۵ او اولین نقاشی خود با نام "پشت شیشه" را کشید. یک سال بعد او در مدرسه هنر "طوفان" که به تازگی توسط خودش تأسیس شده بود، دروس نقاشی را خواند. استادان او در کلاس‌های تدریس افرادی چون رودلف بائر، رودولف بلومنر، هاینریش کامپندونک، گئورگ موچه، لوتار شرایر، آرنولد تاپ و هروارث والدن بودند. نل والدن برای اولین بار در سال ۱۹۱۷ آثار خود را در نمایشگاهی به نمایش گذاشت. نمایشگاه "طوفان" از نقاشی‌های انتزاعی او در سال ۱۹۱۹ تشکیل شده بود. والدن مجموعه هنری والدن را که با همسرش ساخته بود، به همسرش تقدیم و واگذار کرد. در سال ۱۹۲۳ او از همکاری با شرکت "طوفان" استعفا داد و سال بعد از هروارث والدن طلاق گرفت زیرا با چرخش او به سمت حزب کمونیسم موافق نبود.

### ازدواج مجدد و مهاجرت به سوئیس
در سال ۱۹۲۶ نل والدن با پزشک یهودی هانس هرمان‌هایمان در برلین ازدواج کرد. در سال ۱۹۳۲ او مقاله طبیعت و معنای طالع بینی و طالع بینی را در کتاب "Almanach Omnibus" در برلین منتشر کرد. در سال ۱۹۳۳، به دلیل شرایط سیاسی، او به‌طور رسمی و اجباری از هایمن طلاق گرفت و به ازکونا در سوئیس نقل مکان کرد تا بتواند با هایمن زندگی کند. با این حال، هایمن توسط حزب نازیسم دستگیر شد و پس از تبعید شدن به قتل رسید. در پی این اتفاق نل والدن نیز مجموعه‌های خود را برای نگهداری به موزه‌های هنری سوئیس داد. او کم‌کم از طریق فروش یا کمک‌های مالی به خیریه‌ها بیشتر مجموعه‌های خود را از دست داد.نل در سال ۱۹۴۰ با معلم سوئیسی هانس اورچ ازدواج کرد. در پایان سال ۱۹۵۴، بخش بزرگی از مجموعه نل والدن در کابینه هنری اشتوتگارت به حراج گذاشته شد. مجموعه او شامل آثاری از اکسپرسیونیست منتسب به فرانتس مارکس بود. پرتره اسکار کوکوشکا از هروارث والدن نیز در آن حراجی به فروش رفت. این مجموعه شامل ۱۴ اثر نیز بود که شامل تصاویر مارک شاگال و تابلویی از واسیلی کاندینسکی بودند که برخلاف میل وارثان هنرمند به حراج گذاشته شده بودند.
در سال ۱۹۶۲ این زوج به خانه تازه ساختی در برستنبرگ در نزدیکی سینگنتا نقل مکان کردند. یک سال بعد، هانس اورچ درگذشت و نل اورچ والدن به شهر برن نقل مکان کرد. پس از مرگ نل در شهر برن در سال ۱۹۷۵، او در کنار همسرش در آراو به خاک سپرده شد.
آثار انتزاعی نل والدن، به عنوان مثال، در موزه مدرنا در استکهلم، در موزه لندسکرونا و در موزه موزه هنر برن نمایش داده می‌شوند و گهگاه در حراجی‌های هنری نیز عرضه می‌شوند.

## پرتره‌های به جا مانده
مجسمه‌ساز ویلیام واور در سال‌های ۱۹۱۷ و ۱۹۱۸ مجسمه‌های کوبیست هروارث و نل والدن را خلق کرد. هوگو شرایبر نیز این زوج را در حالت رقص به تصویر کشید. اسکار کوکوشکا هروارث والدن را در سال ۱۹۱۰ و نل را در سال ۱۹۱۶ به تصویر کشید. طراحی مرکب سوئدی اثر «جان جان اند» از این زوج بدون تاریخ است.

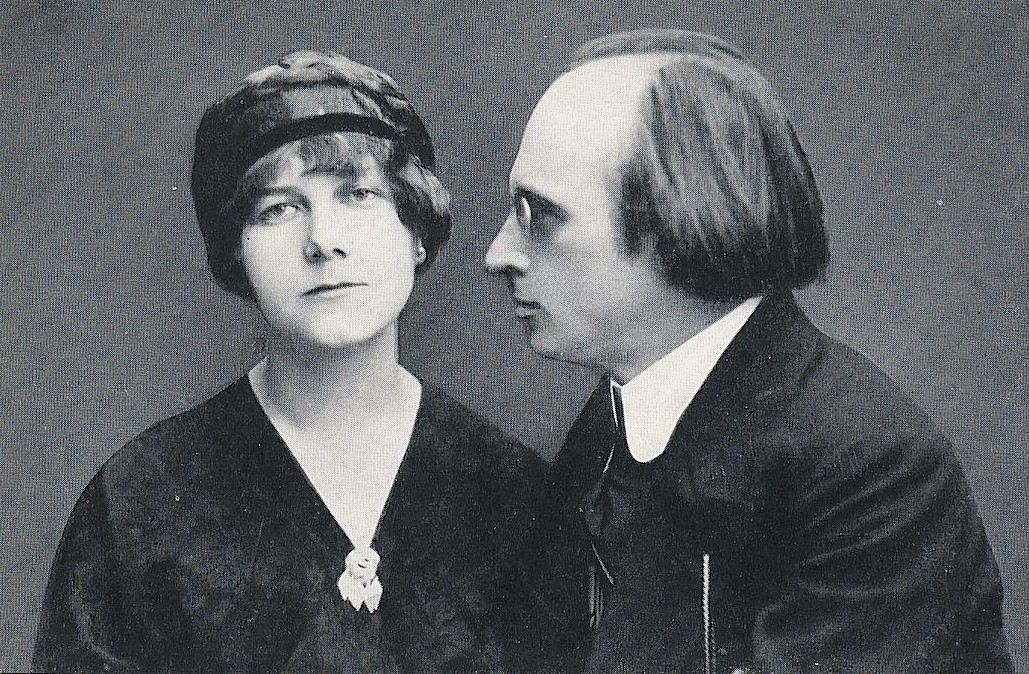
هروارث و نل والدن در سال ۱۹۱۵

هروارث و نل والدن با نام‌های اوسی و هرمیون گانسویند در رمان طنز "تایفون" اثر هرمان اسیگ که پس از مرگش در سال ۱۹۱۹ منتشر شد، به تصویر کشیده شده‌اند. این رمان به تشکیل شرکت "طوفان" توسط این زوج می‌پردازد. از هرمیون به عنوان رهبر شرکت "طوفان" یاد می‌شود.

## جوایز
- ۱۹۶۷: نشان شوالیه سوئدی درجه یک (نشان واسا)
- ۱۹۶۸: نشان افتخار شایستگی جمهوری فدرال آلمان
- ۱۹۷۰: مدال نقره توماسو

## نمایشگاه‌ها
- فهرست نمایشگاه‌های گالری استورم، از جمله نل والدن (آلمانی)
- فهرست نمایشگاه‌های گالری شرکت «طوفان» بین سال‌های ۱۹۱۲ تا ۱۹۳۰ از نل والدن (هلندی)
- ۱۹۲۷: نل والدن هیمن و مجموعه‌هایش از آلفرد فلچتیم در برلین
- ۱۹۴۴: نمایشگاه طوفان:مجموعه نل والدن از سال‌های ۱۹۱۲ تا ۱۹۲۰ و همچنین مجموعه هنر مردمان اولیه او در موزه هنری برن
- ۱۹۵۴: نمایشگاه طوفان:از نل والدن، آثاری از اکسپرسیونیست، آینده‌نگری، کوبیست آثاری از اکسپرسیونیست، آینده‌نگری، کوبیست
- ۱۹۵۷: مجموعه نل والدن، تصاویر نقاشی در نمایشگاه ویژه و موزه تجاری آراو
- ۱۹۵۸: نمایشگاهی از تصاویر خود در کلیپستین و کورنفلد در برن
- ۱۹۶۱: نمایشگاه طوفان:هروارث والدن، برلین ۱۹۱۲–۱۹۳۲برلین ۱۹۱۲–۱۹۳۲
- ۱۹۶۶: نمایشگاه اختصاصی نل والدن:مجموعه و آثار شخصی در موزه هنری برن
- ۱۹۷۲: نمایشگاهی از تصاویر خود در موزه هنر لندسکرونا
- ۲۰۱۰: نمایشگاه طوفان (۱۹۱۰–۱۹۳۲):گرافیک و شعر اکسپرسیونیستی به نمایش درآمده در موزه هنر اولتن
- ۲۰۱۲: نمایشگاه طوفان: در مرکز آوانگارد در موزه فون در هاید ووپرتال
- ۲۰۱۵ تا ۲۰۱۶: نمایشگاه زنان طوفان: هنرمندان آوانگارد در برلین از سال ۱۹۱۰ تا ۱۹۳۲ به نمایش درآمده در موزه فرانکفورت.